# پرچم هاوایی
پرچم هاوایی (هاوایی: Ka Hae Hawaiʻi), علاوه بر طرح حالت فعلی، قبلا توسط پادشاهی, تحت‌الحمایه, جمهوری, و قلمرو هاوایی استفاده شده بود. این پرچم تنها پرچم ایالتی ایالت‌های ایالات متحده آمریکا می‌باشد که پرچم ملی یک کشور خارجی است. گنجاندن پرچم یونیون جک بریتانیا نشانه‌ای از روابط تاریخی نیروی دریایی سلطنتی با پادشاهی هاوایی، به ویژه با پادشاه پادشاه کامیهامیها اول است. استفاده از پرچم پس از سرنگونی پادشاهی هاوایی در سال ۱۸۹۳ ادامه یافت.